# Biserica Schimbarea la Față din Roman
Biserica „Schimbarea la Față” este o biserică de rit ortodox aflată pe strada Mihai Viteazu numărul 11, în Cimitirul Eternitatea din orașul Roman. Biserica are două hramuri:Schimbarea la Față și Cei 40 de mucenici. Biserica a fost clădită între anii 1883-1884 din bani strânși de la enoriași și o subvenție din partea primăriei. Biserica este construită din cărămidă în stil neoclasic.

## Imagini

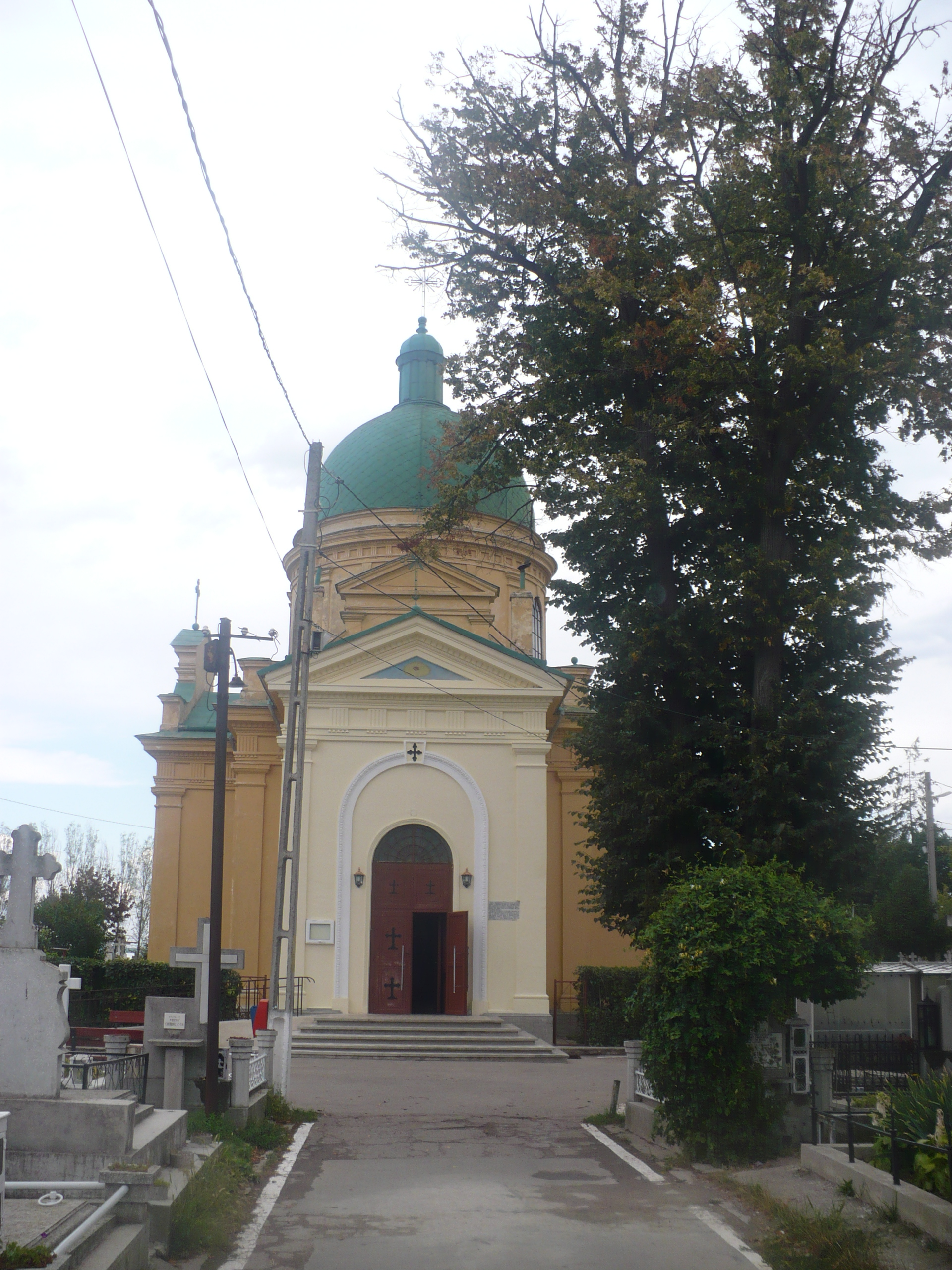
Biserica Schimbarea la Faţă
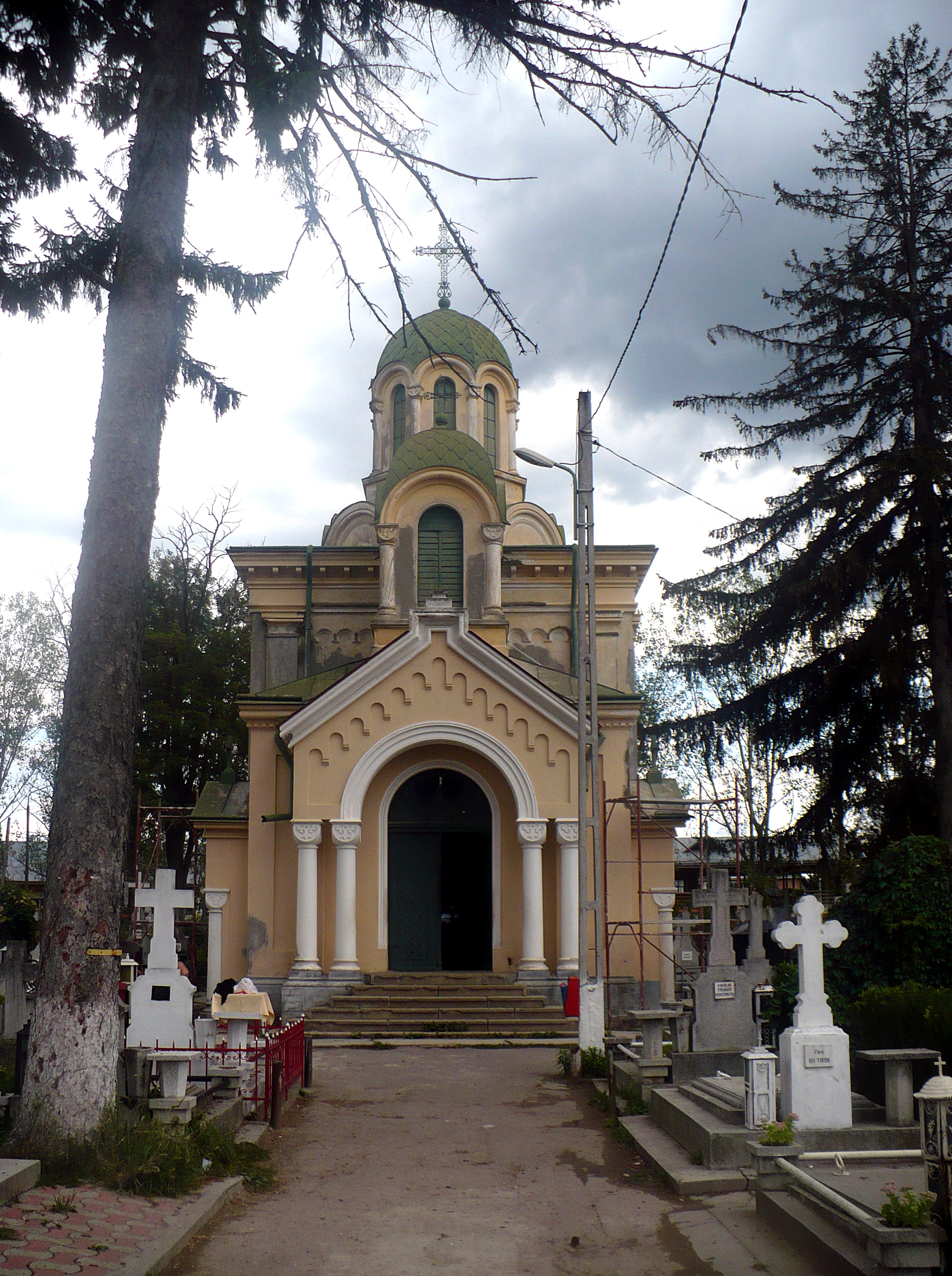
Capela aflată în Cimitirul Eternitatea
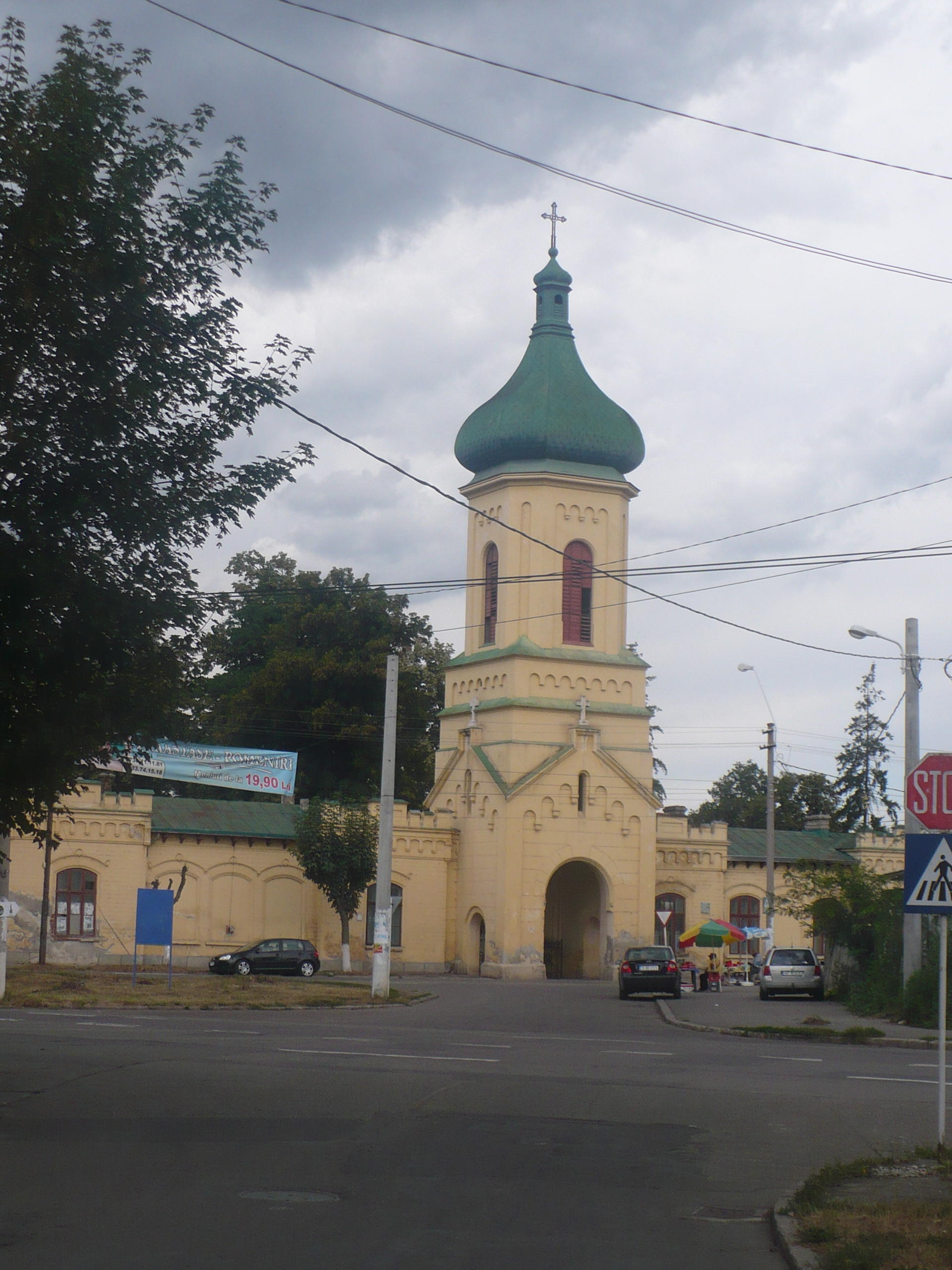
Clopotniţa biserii şi intrarea în Cimitirul Eternitatea